# 지식 경영
지식경영(knowledge management)은 지식을 창출, 저장, 전이, 적용하려고 조직에서 개발한 일련의 비즈니스 프로세스를 말한다. 지식경영은 환경에서 학습하고 지식을 비즈니스 프로세스에 통합하는 조직의 능력을 향상 시킨다. 지식경영은 다른 정보시스템 투자와 마찬가지로 지식경영 프로젝트의 투자수익률을 극대화하기 위해 협력적 가치와 구조, 행동 패턴들을 개발해야 한다.

## 지식 관리 시스템
지식 관리 시스템(knowledge management system)은 조직구성원의 지식자산에 대한 자세, 조직의 지식 평가/보상 체계, 지식공유 문화 등 조직차원의 인프라와 통신 네트워크, 하드웨어, 각종 소프트웨어 및 도구 등 정보기술 차원의 인프라를 기본 전제로 하고 있다. 지식관리시스템은 지식베이스, 지식스키마, 지식맵의 3가지 요소로 구성되어 있다. 지식베이스가 원시데이터를 저장하는 데이터베이스에 비유된다면 지식스키마는 원시데이터에 대한 메타데이터를 담고 있는 데이터사전 또는 데이터베이스 스키마에 비유될 수 있다. 지식스키마 내에는 개별 지식의 유형, 중요도, 동의어, 주요 인덱스, 보안단계, 생성-조회-갱신-관리 부서 정보등과 전사적인 지식분류체계 등의 내용이 들어 있다. 집을 지을 때 설계가 중요하듯이 지식관리시스템을 구축할 때에도 먼저 지식스키마가 잘 구축되어야만 향후 저장된 지식을 활용하거나 유지-보수하는 작업이 효율적으로 수행될 수 있다.

### 사례
세계적인 컨설팅사인 아서 앤더슨(Arthur Andersen)사는 인트라넷에 기반한 지식 공간(Knowledge Space)이라는 지식관리시스템을 개발하여 전사적으로 활용하고 있다. 여타 초우량 컨설팅 기업들과 마찬가지로 아서 앤더슨사의 지식관리시스템은 전 세계의 다양한 기업들을 대상으로 수행한 컨설팅 프로젝트 과정 및 결과에 대한 사례분석지식과 25000여 명에 이르는 컨설턴트들의 자기 개발과 업무수행을 지원하기 위한 원격학습, 사이버도서관, 제안서작성 지원도구 등으로 구성되어 있다. 또한 동시에 전 세계 80여 그룹을 지원할 수 있는 원격회의시설, 엑스트라넷을 이용한 고객정보서비스 기능, 자사 컨설턴트들 간의 연결 및 정보교류를 지원하는 원격접속지원 기능 등의 통신인프라를 갖추고 있다. 이러한 지식관리시스템을 기반으로 아서 앤더슨사의 컨설턴트들은 전 세계 어디에서 어떤 유형의 비즈니스 문제에 당면하더라도 개인의 역량에 제약받지 않고 수 십년 간 축척된 조직의 노하우 및 거미줄 같이 연결된 전문가 네트워크의 지원을 받아 일 당 백의 문제해결능력을 발휘할 수 있다.

## 종류

### 전사적 지식관리시스템
디지털 콘텐츠와 지식을 수집, 저장, 확산, 활용하기 위한 범용적이고 통합된 기업 차원의 노력.
- 구조적 지식시스템
- 반구조적 지식시스템
- 지식네트워크시스템

### 지식작업시스템
새로운 지식을 창출하고 발견하도록 과학자, 기술자, 기타 지식 근로자들을 지원하는 전문화된 워크스테이션과 시스템
- CAD(컴퓨터 지원 설계)
- 가상현실
- 투자 워크스테이션

### 지능형 기술
패턴 발견과 지식을 의사결정 및 지식 영역과 적용하기 위한 도구들.
- 데이터마이닝
- 신경망
- 전문가시스템
- 사례기반추론
- 퍼지 논리
- 유전자 알고리즘
- 지능형 에이전트

## 전사적 지식관리 시스템
전사적 지식관리 시스템(Enterprise-wide knowledge management systems)은 기업 차원에서의 디지털 콘텐츠와 지식을 수집, 저장, 배포, 적용할 수 있도록 지원한다. 이런 시스템들은 구조적, 비구조적 문서와 기타 지식 객체들을 조직하고 저장하는 데이터베이스와 도구들, 특정 분야의 전문지식을 보유한 직원을 찾기 위한 디렉터리와 도구들, 협업과 의사소통을 위한 웹 기반 도구 등을 제공한다.

## 지식 작업 시스템
지식 작업 시스템(knowledge work systems :KWS)은 새로운 지식의 발견과 창출 임무가 있는 기술자, 과학자, 지식노동자들을 위해 만든 전문화 된 시스템이다.

## 지식 근로자
지식근로자(knowledge worker)란 조직에서 필요한 지식과 정보를 창출하는 연구자,설계자, 건축가, 과학자, 기술자 등을 포함한다. 높은 교육 수준과 업무를 처리함에 있어 독립적인 판단 능력이 중요하다.
조직의 3가지 핵심 중요 역할
- 조직이 기술, 과학, 예술 등 다양한 분야에서 최신 지식을 유지하도록 한다.
- 그들의 지식영역에서 내부 컨설턴트로서의 역할을 담당한다.
- 변화관리자로서 활동하며, 변화 프로젝트를 평가, 주도, 촉진한다.

## 같이 보기
- 정보 관리
- 지식공학

## 참고 문헌
- 경영정보시스템 원론(제2판), 이재규, 권순범, 임규건, 2005년